# Fleetwood Town F.C.
Fleetwood Town F.C. (Fleetwood Town Football Club) – angielski klub piłkarski z siedzibą we Fleetwood. Drużyna aktualnie występuje w League Two. Domowym stadionem klubu jest Highbury Stadium.

## Historia
Obecny klub został założony w 1997 roku, lecz klub posiada bogatą historie, gdyż jest to już trzecie wcielenie pod tą nazwą. Pierwszy klub, który był zwycięzcą Lancashire Combination w 1923–24, i zdobył trzykrotnie Lancashire Combination Cup w 1932, 1933 i 1934, powstał w 1908 roku pod nazwą Fleetwood F.C. Po prawie sześćdziesięciu latach zostali uznani za członków założycieli Northern Premier League w 1968 roku. W pierwszym sezonie klub zajął dziesiątą pozycje. Klub upadł w 1976 roku z powodu problemów finansowych. 
Klub został ponownie odtworzony w 1977 roku, jako Fleetwood Town F.C. W 1996 upadł.
Trzecie odtworzenie klubu nastąpiło w 1997 roku. Klub wygrał 2011/2012 Football Conference, i po raz pierwszy zagrał w Football League w sezonie 2012/2013. W maju 2014 Fleetwood zdobył promocję do League One. Był to szósty awans klubu w przeciągu dziesięciu lat.

## Piłkarze

### Obecny skład
stan na 20 lutego 2018.
| Nr | Poz. | Piłkarz                                    |
| -- | ---- | ------------------------------------------ |
| 1  | BR   | Chris Neal                                 |
| 2  | OB   | Lewie Coyle (wypożyczony od Leeds United)  |
| 3  | OB   | Kevin O'Connor (wypożyczony od Preston)    |
| 5  | OB   | Ashley Eastham                             |
| 6  | OB   | Nathan Pond (kapitan)                      |
| 7  | NA   | Jordy Hiwula (wypożyczony od Huddersfield) |
| 8  | PO   | Kyle Dempsey                               |
| 9  | NA   | Wes Burns                                  |
| 10 | NA   | Conor McAleny                              |
| 11 | NA   | Robert Grant                               |
| 12 | OB   | Cian Bolger                                |
| 13 | OB   | Joe Maguire                                |
| 15 | OB   | Charlie Oliver                             |
| 16 | PO   | Toumani Diagouraga                         |
| 17 | NA   | Paddy Madden                               |

| Nr | Poz. | Piłkarz                |
| -- | ---- | ---------------------- |
| 18 | PO   | George Glendon         |
| 19 | OB   | Gethin Jones           |
| 20 | OB   | Elohor Godswill Ekpolo |
| 21 | BR   | Alex Cairns            |
| 22 | NA   | Ashley Hunter          |
| 23 | PO   | Markus Schwabl         |
| 27 | NA   | Harrison Biggins       |
| 28 | PO   | Jack Sowerby           |
| 30 | PO   | Michael Donohue        |
| 31 | BR   | William Crellin        |
| 32 | OB   | Lewis Baines           |
| 34 | OB   | Dominic Kerrigan       |
| —  | PO   | Elliot Osborner        |
| —  | NA   | Joao Neto Morelli      |

### Gracze na wypożyczeniu
| Nr | Poz. | Piłkarz                       |
| -- | ---- | ----------------------------- |
| 29 | OB   | Nathan Sheron (w Southport)   |
| 12 | NA   | Alex Reid (w Solihull M.)     |
| 20 | OB   | Akil Wright (w Wrexham)       |
| 42 | PO   | Victor Nirennold (w Guiseley) |
| 30 | NA   | Ashley Nadesan (w Carlisle)   |

| Nr | Poz. | Piłkarz                        |
| -- | ---- | ------------------------------ |
| —  | PO   | Nick Haughton (w Salford City) |
| —  | OB   | Akil Wright (w Wrexham)        |
| —  | NA   | Gerard Garner (w Southport)    |
| —  | BR   | Matt Urwin (w Chorley)         |
| —  | OB   | Luke Higham (w FC Utd)         |